# Lydella agrestis
Lydella agrestis là một loài ruồi trong họ Tachinidae.